# Zīdasht
Zīdasht (persiska: زيدشت) är en ort i Iran.   Den ligger i provinsen Alborz, i den norra delen av landet, 80 km nordväst om huvudstaden Teheran. Zīdasht ligger 1 885 meter över havet och antalet invånare är 733.
Terrängen runt Zīdasht är huvudsakligen kuperad, men norrut är den bergig. Runt Zīdasht är det ganska tätbefolkat, med 86 invånare per kvadratkilometer. Närmaste större samhälle är Abyek, 16,5 km sydväst om Zīdasht. Trakten runt Zīdasht består i huvudsak av gräsmarker.